# Augusto Severo de Albuquerque Maranhão

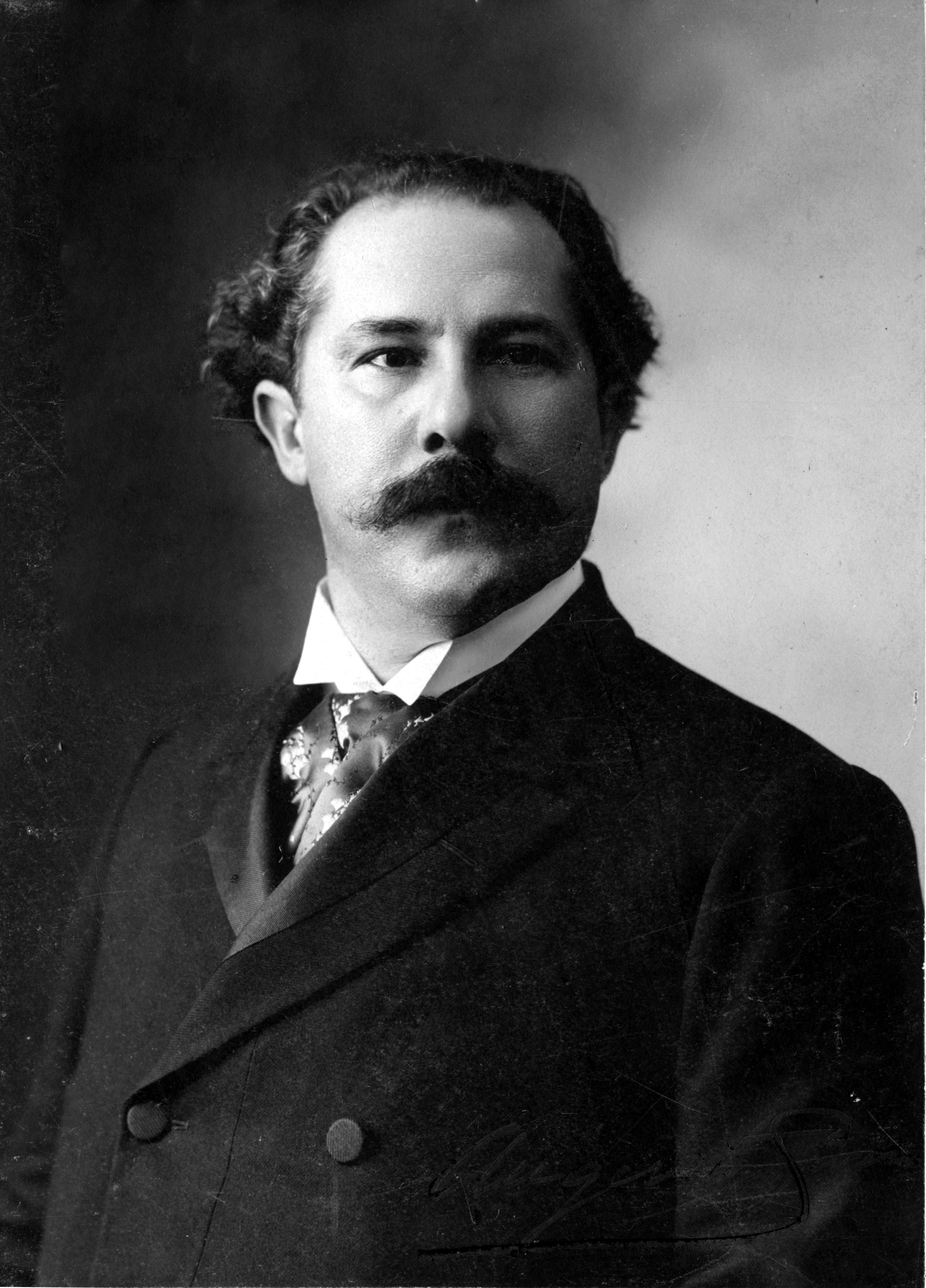
Augusto Severo de Albuquerque Maranhão

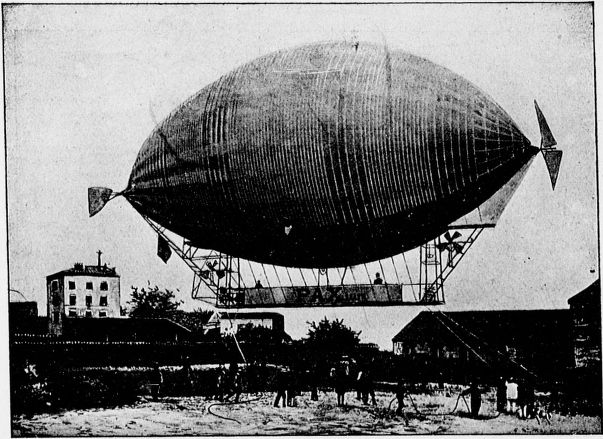
Luftschiff Pax in Paris, 1902.

Augusto Severo de Albuquerque Maranhão (* am 11. Januar 1864 in Macaíba; † am 12. Mai 1902 in Paris) war ein brasilianischer Politiker, Journalist, Erfinder und Luftschiffbauer. Er starb beim Absturz des von ihm konstruierten halbstarren Luftschiffs Pax.